# 미켈 미르
미켈 미르 헤네스(스페인어: Miquel Mir Genés, 1956년 3월 24일, 카탈루냐 주 산 아드리안 데 베소스 ~)는 스페인의 전 축구 선수로, 현역 시절 바르셀로나와 라싱 산탄데르에서 활약했다.